# Katar na Letnich Igrzyskach Olimpijskich 2000
Katar na Letnich Igrzyskach Olimpijskich 2000 reprezentowało 17 zawodników, wyłącznie mężczyzn.

## Zdobyte medale
| Medal | Zawodnik   | Dyscyplina           | Konkurencja                  |
| ----- | ---------- | -------------------- | ---------------------------- |
| Brąz  | Said Asaad | Podnoszenie ciężarów | Kategoria do 105 kg mężczyzn |